# Young Artist Award
Lo Young Artist Award è un premio che l'Associazione dei giovani artisti (Young Artist Association) assegna ogni anno al migliore (per ciascuna delle diverse categorie presenti, in modo paragonabile a come avviene per l'assegnazione degli Oscar) dei giovani studenti (fino ai 21 anni) che cercano un futuro nell'industria dell'intrattenimento. L'evento è anche articolato in alcune sezioni speciali che premiano le personalità del mondo dello spettacolo che più si sono prodigate nella diffusione del cinema e della musica tra i più giovani.

## Storia
Gli Young Artist Awards sono presentati annualmente dalla Young Artist Association. Originariamente conosciuto come Youth In Film Awards per i primi 20 anni, il nome è stato cambiato ufficialmente in Young Artist Awards nella 21ª cerimonia di premiazione a marzo del 2000. Scherzosamente denominato come "Kiddie Oscar", gli Young Artist Awards sono considerati come la giovane risposta di Hollywood ai Premi Oscar, riconoscendo i bambini per il loro lavoro nel settore dello spettacolo.
Presentato per la prima volta nella stagione 1978-1979, i premi sono stati previsti dalla giornalista Maureen Dragone, come un modo per onorare i giovani di talento nel cinema, televisione e musica, altrimenti eclissati dalle co-star adulte. Due esempi notevoli di quell'anno sono il giovane Rick Schroder in Il campione e Justin Henry in Kramer contro Kramer, nominati per ogni Golden Globe nelle stesse categorie delle loro controparti adulte. La cerimonia di premiazione si è tenuta in autunno nei suoi primi anni, in seguito ha tradizionalmente avuto luogo in primavera per più di 20 anni.

### Statuetta
L'originale Youth In Film Award era una statuetta simile a un Oscar in miniatura: una figura dorata di un uomo in possesso di una corona di alloro, al posto della spada, in piedi su una base "trofeo" relativamente grande. L'attuale statuetta degli Young Artist Award, è una figura dorata di un uomo che presenta una stella a cinque punte sopra la testa, in piedi su una base più piccola. Oltre alla statuetta Young Artist Award consegnata ai vincitori, a tutti i candidati viene conferita una speciale targa per indicare la nomination nella rispettiva categoria.

## Categorie
Le varie categorie degli Young Artist Awards si sono evolute ampiamente nel corso delle edizioni. Ad oggi vengono premiate le performance dei giovani attori e attrici in produzioni di diversi ambiti: film lungometraggio; cortometraggio; film TV, miniserie, special o pilot; serie televisiva; come doppiatori; film DVD; WEB e teatro.
Le categorie si articolano inoltre a seconda dei ruoli dei candidati. Varie categorie possono distinguersi a seconda delle fasce d'età dei giovani attori e attrici, nell'ambito dei cortometraggi per esempio, di solito sono presenti due fasce d'età (dagli 11 ai 21 anni e dai 10 anni in giù).

### Film lungometraggi
- attore e attrice protagonista;
- attore e attrice non protagonista;
- guest star;

### Serie televisive
- attore e attrice protagonista;
- attore e attrice non protagonista;
- guest star.

### Premi speciali
Attualmente i riconoscimenti speciali consegnati sono:
- Maureen Dragone Scholarship Award: intitolato alla giornalista Maureen Dragone
- Jackie Coogan Award - Contribution to Youth: consegnato a produttori o registi per il loro contributo alla gioventù, intitolato a Jackie Coogan, bambino prodigio del cinema muto, famoso per aver interpretato il monello ne Il monello di Charlie Chaplin
- Mickey Rooney Award - Lifetime Achievement: consegnato alle ex piccole stelle, intitolato all'attore Mickey Rooney
- Social Relations of Knowledge Institute Award

### Voto
I candidati considerati per la nomination devono essere di età compresa tra i 5 e 21 anni. Le iscrizioni sono tradizionalmente previste dalla fine di gennaio alla metà di febbraio, i candidati sono annunciati circa un mese più tardi in un'annuale cerimonia di nomina. I vincitori sono selezionati tramite uno scrutinio segreto dalla Young Artist Association, composta da oltre 125 membri tra cui giornalisti, agenti ed ex performer bambini.

## Cerimonie
| Youth In Film Awards / Young Artist Awards - Cerimonie | Youth In Film Awards / Young Artist Awards - Cerimonie | Youth In Film Awards / Young Artist Awards - Cerimonie | Youth In Film Awards / Young Artist Awards - Cerimonie | Youth In Film Awards / Young Artist Awards - Cerimonie | Youth In Film Awards / Young Artist Awards - Cerimonie |
| N°                                                     | Cerimonia                                              | Anno interessato                                       | Luogo                                                  | Città                                                  | Data                                                   |
| ------------------------------------------------------ | ------------------------------------------------------ | ------------------------------------------------------ | ------------------------------------------------------ | ------------------------------------------------------ | ------------------------------------------------------ |
| 1                                                      | Young Artist Awards 1979                               | 1978 / 1979                                            | Sheraton Universal Hotel                               | Universal City                                         | Ottobre 1979                                           |
| 2                                                      | Young Artist Awards 1980                               | 1979 / 1980                                            | Sheraton Universal Hotel                               | Universal City                                         | 18 ottobre 1980                                        |
| 3                                                      | Young Artist Awards 1981                               | 1980 / 1981                                            | Sconosciuto                                            | Sconosciuta                                            | Dicembre 1981                                          |
| 4                                                      | Young Artist Awards 1982                               | 1981 / 1982                                            | Sheraton Universal Hotel                               | Universal City                                         | 21 novembre 1982                                       |
| 5                                                      | Young Artist Awards 1983                               | 1982 / 1983                                            | Beverly Hilton Hotel                                   | Beverly Hills                                          | 4 dicembre 1983                                        |
| 6                                                      | Young Artist Awards 1984                               | 1983 / 1984                                            | Sconosciuto                                            | Sconosciuta                                            | 2 dicembre 1984                                        |
| 7                                                      | Young Artist Awards 1985                               | 1984 / 1985                                            | Hotel Ambassador                                       | Los Angeles                                            | 15 dicembre 1985                                       |
| 8                                                      | Young Artist Awards 1986                               | 1985 / 1986                                            | Hotel Ambassador                                       | Los Angeles                                            | 22 novembre 1986                                       |
| 9                                                      | Young Artist Awards 1987                               | 1986 / 1987                                            | Hollywood Palladium                                    | Hollywood                                              | 5 dicembre 1987                                        |
| 10                                                     | Young Artist Awards 1989                               | 1987 / 1988                                            | Registry Hotel                                         | Universal City                                         | 6 maggio 1989                                          |
| 11                                                     | Young Artist Awards 1990                               | 1988 / 1989                                            | Sconosciuto                                            | Sconosciuta                                            | Marzo / Aprile 1990                                    |
| 12                                                     | Young Artist Awards 1990-1991                          | 1989 / 1990                                            | Sconosciuto                                            | Sconosciuta                                            | Fine 1990 / Inizio 1991                                |
| 13                                                     | Young Artist Awards 1991                               | 1990 / 1991                                            | Academy of Television Arts & Sciences                  | North Hollywood                                        | 1º dicembre 1991                                       |
| 14                                                     | Young Artist Awards 1993                               | 1991 / 1992                                            | Sportsmen's Lodge                                      | Studio City                                            | 16 gennaio 1993                                        |
| 15                                                     | Young Artist Awards 1994                               | 1992 / 1993                                            | Sportsmen's Lodge                                      | Studio City                                            | 5 febbraio 1994                                        |
| 16                                                     | Young Artist Awards 1995                               | 1993 / 1994                                            | Sportsmen's Lodge                                      | Studio City                                            | 19 marzo 1995                                          |
| 17                                                     | Young Artist Awards 1996                               | 1994 / 1995                                            | Sconosciuto                                            | Sconosciuta                                            | 1996                                                   |
| 18                                                     | Young Artist Awards 1997                               | 1995 / 1996                                            | Sconosciuto                                            | Sconosciuta                                            | 1997                                                   |
| 19                                                     | Young Artist Awards 1998                               | 1996 / 1997                                            | Sconosciuto                                            | Sconosciuta                                            | 14 marzo 1998                                          |
| 20                                                     | Young Artist Awards 1999                               | 1997 / 1998                                            | Sportsmen's Lodge                                      | Studio City                                            | 6 marzo 1999                                           |
| 21                                                     | Young Artist Awards 2000                               | 1998 / 1999                                            | Sportsmen's Lodge                                      | Studio City                                            | 19 marzo 2000                                          |
| 22                                                     | Young Artist Awards 2001                               | 1999 / 2000                                            | Sportsmen's Lodge                                      | Studio City                                            | 1º aprile 2001                                         |
| 23                                                     | Young Artist Awards 2002                               | 2000 / 2001                                            | Sportsmen's Lodge                                      | Studio City                                            | 7 aprile 2002                                          |
| 24                                                     | Young Artist Awards 2003                               | 2002                                                   | Sportsmen's Lodge                                      | Studio City                                            | 29 marzo 2003                                          |
| 25                                                     | Young Artist Awards 2004                               | 2003                                                   | Sportsmen's Lodge                                      | Studio City                                            | 8 maggio 2004                                          |
| 26                                                     | Young Artist Awards 2005                               | 2004                                                   | Sportsmen's Lodge                                      | Studio City                                            | 30 aprile 2005                                         |
| 27                                                     | Young Artist Awards 2006                               | 2005                                                   | Sportsmen's Lodge                                      | Studio City                                            | 25 marzo 2006                                          |
| 28                                                     | Young Artist Awards 2007                               | 2006                                                   | Sportsmen's Lodge                                      | Studio City                                            | 10 marzo 2007                                          |
| 29                                                     | Young Artist Awards 2008                               | 2007                                                   | Sportsmen's Lodge                                      | Studio City                                            | 30 marzo 2008                                          |
| 30                                                     | Young Artist Awards 2009                               | 2008                                                   | Globe Theatre                                          | Universal City                                         | 29 marzo 2009                                          |
| 31                                                     | Young Artist Awards 2010                               | 2009                                                   | Beverly Garland Hotel                                  | Studio City                                            | 11 aprile 2010                                         |
| 32                                                     | Young Artist Awards 2011                               | 2010                                                   | Sportsmen's Lodge                                      | Studio City                                            | 13 marzo 2011                                          |
| 33                                                     | Young Artist Awards 2012                               | 2011                                                   | Sportsmen's Lodge                                      | Studio City                                            | 6 maggio 2012                                          |
| 34                                                     | Young Artist Awards 2013                               | 2012                                                   | Sportsmen's Lodge                                      | Studio City                                            | 5 maggio 2013                                          |
| 35                                                     | Young Artist Awards 2014                               | 2013                                                   | Sportsmen's Lodge                                      | Studio City                                            | 4 maggio 2014                                          |
| 36                                                     | Young Artist Awards 2015                               | 2014                                                   | Sportsmen's Lodge                                      | Studio City                                            | 15 maggio 2015                                         |
| 37                                                     | Young Artist Awards 2016                               | 2015                                                   | Sportsmen's Lodge                                      | Studio City                                            | 13 marzo 2016                                          |
| 38                                                     | Young Artist Awards 2017                               | 2016                                                   | Alex Theatre                                           | Glendale                                               | 17 marzo 2017                                          |
| 39                                                     | Young Artist Awards 2018                               | 2017                                                   | South Park Theatre                                     | Los Angeles                                            | 14 luglio 2018                                         |
| 40                                                     | Young Artist Awards 2019                               | 2018                                                   | Avalon Hollywood                                       | Hollywood                                              | 14 luglio 2019                                         |
| 41                                                     | Young Artist Awards 2020                               | 2019                                                   | Virtual                                                | Online                                                 | 24 novembre 2020                                       |
| 42                                                     | Young Artist Awards 2021                               | 2020                                                   | Virtual                                                | Online                                                 | 6 novembre 2021                                        |
| 43                                                     | Young Artist Awards 2022                               | 2021                                                   | Directors Guild of America                             | Los Angeles                                            | 2 ottobre 2022                                         |